# NGC 2174
NGC 2174 је емисиона маглина у сазвежђу Орион која се налази на NGC листи објеката дубоког неба.
Деклинација објекта је + 20° 39' 34" а ректасцензија 6h 9m 23,6s. Привидна величина (магнитуда) објекта NGC 2174 износи 11,9. NGC 2174 је још познат и под ознакама CED 67A.